# Klaus Richtzenhain
Paul Walter Klaus Richtzenhain (Berlino, 1º novembre 1934 – Erfurt, 6 marzo 2025) è stato un mezzofondista tedesco.

## Palmarès
| Anno                                              | Manifestazione  | Sede      | Evento       | Risultato | Prestazione | Note |
| ------------------------------------------------- | --------------- | --------- | ------------ | --------- | ----------- | ---- |
| In rappresentanza della Squadra Unificata Tedesca |                 |           |              |           |             |      |
| 1956                                              | Giochi olimpici | Melbourne | 800 m piani  | Batteria  | 1'53"3      |      |
| 1956                                              | Giochi olimpici | Melbourne | 1500 m piani | Argento   | 3'42"0      |      |